# Одруження Яна Кнукке
«Одруження Яна Кнукке» — радянський німий художній фільм 1934 року, знятий режисером Олександром Івановим на кіностудії Ленфільм. Прем'єра фільму відбулася 17 червня 1935 року. «Одруження Яна Кнукке» став останнім німим фільмом кіностудії «Ленфільм». Фільм не зберігся.

## Сюжет
Фільм розповідає про жалюгідну і кумедну людину, яка одночасно намагається зупинити мілітаризм, що розгорається, і влаштувати особисте щастя — природно, ні те, ні інше у нього не виходить.

## У ролях
- Андрій Костричкін —  Ян Кнукке
- Ганна Заржицька —  Яніна, наречена Яна
- Євген Червяков —  професор Хольм
- Микола Черкасов —  капітан Ганс Пфааль
- Яків Гудкін —  бургомістр
- Борис Шліхтінг —  Тайва
- Олена Дейнеко — епізод
- Борис Феодосьєв — епізод

## Знімальна група
- Режисер — Олександр Іванов
- Сценаристи — Всеволод Воєводін, Євген Рисс
- Оператори — Олександр Гінзбург, Аркадій Кольцатий
- Художник — Ісаак Махліс